# Вернония (Орегон)
Вернония (англ. Vernonia) — город в округе Колумбия, штат Орегон, США. Он расположен на реке Нехалом и является сердцем одного из самых важных лесопромышленных районов штата. Лесозаготовки сыграли большую роль в истории города. По данным переписи 2010 года, численность населения составляла 2151 человек.

## География
По данным Бюро переписи населения Соединенных Штатов, общая площадь города составляет 4,30 км², из которых 4,17 км² — это земля и 0,13 км² — вода .

### Климат
Вернония имеет теплый средиземноморский климат с сухим летом (в классификации климата Кеппена).

## Демография

### Перепись 2010
По данным переписи 2010 года в городе проживало 2151 человек, из них 822 домохозяйства и 571 семья. Плотность населения — 534.54 чел/км². На территории города насчитывалось 962 жилых строений. Расовый состав населения:
- 94,1 % белых ,
- 0,3 % афроамериканцев ,
- 1,3 % коренных американцев ,
- 0,5 % азиатов ,
- 0,2 % жителей тихоокеанских островов ,
- 0,8 % от других рас
- 2,8 % от двух или более рас.

Испаноговорящие составили 4,2 % от всех жителей города.
В городе существовало 822 домашних хозяйства, из которых 35,5 % имели детей в возрасте до 18 лет, проживающих с ними, 52,6 % являлись супружескими парами, живущими вместе, 11,1 % были женщины-домохозяйки не имеющие мужа, 5,8 % одинокие мужчины и 30,5 % не имели семьи. 25,7 % всех домашних хозяйств состояли из одного человека, и в 8,9 % случаев жил один человек возрастом 65 лет и старше. Средний размер домохозяйства-2,61, а семьи-3,09 человека.
Средний возраст жителей города составляет 38,2 года. 26,9 % жителей моложе 18 лет; 7,8 % — в возрасте от 18 до 24 лет; 25,3 % — от 25 до 44 лет; 29,2 % — от 45 до 64 лет; и 10,8 % — в возрасте 65 лет и старше. Гендерный состав населения города составил 51,0 % мужчин и 49,0 % женщин.

### Перепись 2000
По данным переписи населения 2000 года в городе проживало 2 228 человек, из них 789 домохозяйств и 583 семьи. Плотность населения — 558,6чел/км². В городе насчитывалось 880 жилых строений.
Расовый состав населения:
- 95,38 % белых,
- 0,18 % афроамериканцев,
- 1,39 % коренных американцев,
- 0,49 % азиатов,
- 0,09 % жителей тихоокеанских островов,
- 0,54 % представителей других рас,
- 1,93 % представителей двух или более рас.

Испаноговорящие составили 2,24 % от всех жителей города.
19,6 % были немцами, 14,7 % англичанами , 9,5 % американцами, 8,6 % ирландцами и 5,3 % шотландцами.
В городе существовало 789 домашних хозяйств, из которых 41,4 % имели детей в возрасте до 18 лет, проживающих вместе с ними, 59,4 % составляли совместно проживающие супружеские пары, 10,4%-женщины-домохозяйки не имеющие мужа, и 26 % — не имели семьи. 20,9 % всех домашних хозяйств состояли из одного человека и в 7,4 % случаев жил один человек возрастом 65 лет и старше. Средний размер домохозяйства-2,82, а семьи-3,29 человека.
Средний возраст жителей составил 32 года. 34,0 % жителей были моложе 18 лет, 6,5 % с 18 до 24 лет, 30,8 % с 25 до 44 лет, 18,9 % с 45 до 64 лет и 9,8 % в возрасте 65 лет и старше. На каждые 100 женщин приходится 99,5 мужчин. На каждые 100 женщин старше 18 лет приходится 99,3 мужчин.
Средний доход домохозяйства в городе составил 41,181 USD, а средний доход семьи — 48,563 USD. Средний доход мужчин составлял 37 447 USD против 24 219 USD у женщин. Доход на душу населения для города составил 16 647 USD. Около 8,6 % семей и 9,7 % населения находились за чертой бедности, в том числе 12,0 % — в возрасте до 18 лет и 6,4 % — в возрасте 65 лет и старше.

## Транспорт
Автомагистраль США «Oregon Route 47» — это единственная крупная дорога, которая проходит через Вернонию и обеспечивает доступ к реке Колумбия
.

### Аэропорт
Муниципальный аэропорт Вернонии — это городской аэропорт общего пользования, расположенный в 3,7 км к западу от центрального района города.

## Массовая культура
Наводнение в декабре 2007 года в Вернонии было показано в первом сезоне телевизионного шоу «Акс Мен».
Город также был снят в нескольких фильмах:
- «Огненное кольцо» (1961)[7],
- «Инцидент в Вернонии» (1989)[8],
- «Легенда о золоте Тиламук» (2006)[9],
- Сумерки (2008).